# Pomezí (Staré Město pod Landštejnem)

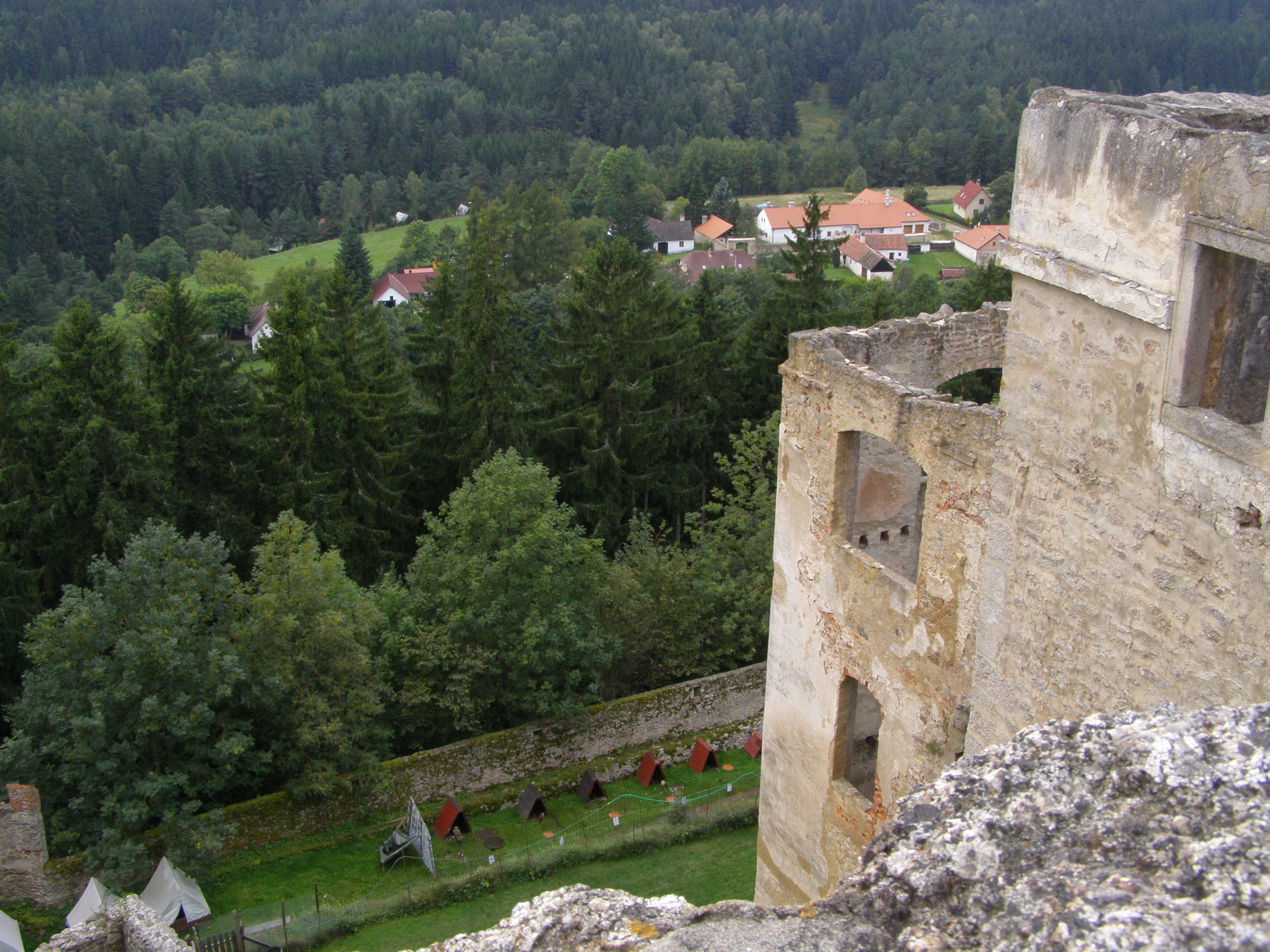
Blick von der Burg Landštejn auf Pomezí

Pomezí (deutsch Markl) ist ein Ortsteil der Minderstadt Staré Město pod Landštejnem in Tschechien. Er liegt sieben Kilometer östlich von Nová Bystřice und gehört zum Okres Jindřichův Hradec.

## Geographie
Die Nachbarorte sind im Süden Skalka, im Nordosten Vitiněves und im Südosten Podlesí.

## Geschichte
Die im 13. Jahrhundert  gegründete Ortschaft lag unterhalb der Burg Landstein und gehörte zur Herrschaft Landstein. Bereits im Jahre 1232 wurde der Ort erstmals urkundlich erwähnt. Die Ortschaft war damals als „Markt Landstein“ bekannt, was später nur noch als „Markl“ beurkundet wurde. Dieses „Markl“ erschien im Jahre 1588 immer noch im Güterbestand der Herrschaft Landstein. Im Dreißigjährigen Krieg wurde der Ort geplündert und die Burg selbst ausgehungert. Die Burg überlebte diese Belagerung relativ unbeschadet und brannte erst im Jahre 1771 nach einem Blitzschlag fast völlig nieder. Die Matriken werden seit 1668 bei Altstadt geführt. Im 19. Jahrhundert wurde die Ortschaft in den Ort Wittingau eingemeindet, bei dem sie bis 1924 verblieb.
Nach dem Ersten Weltkrieg kam der zuvor zu Österreich-Ungarn gehörende Ort, der 1910 zu 94 % von Deutschmährern bewohnt wurde, durch den Vertrag von Saint-Germain zur Tschechoslowakei. In der Zwischenkriegszeit führten die hohe Arbeitslosigkeit unter der deutschen Bevölkerung, Maßnahmen wie die Bodenreform 1919, die Sprachenverordnung 1926, Neuansiedlungen sowie Neubesetzungen von Beamtenposten durch Personen der tschechischen Volksgruppe, zu vermehrten Spannungen im ganzen Lande. Durch das Münchner Abkommen wurde Markl mit 1. Oktober 1938 ein Teil des deutschen Reichsgaus Niederdonau.
Nach dem Ende des Zweiten Weltkrieges – der 7 Opfer forderte – wurden die im Münchener Abkommen an Deutschland übertragenen Territorien wieder der Tschechoslowakei zugeordnet. Nahtlos übernahmen Tschechen den Ort und vertrieben am 28. Mai 1945 alle Ortsbewohner über die Grenze nach Österreich. 29 Personen konnten in Österreich verbleiben, die anderen wurden nach Deutschland weiter transferiert.
1961 wurde Pomezí nach Staré Město pod Landštejnem eingemeindet.

## Siegel und Wappen
Ein Gemeindesiegel ist bis heute nicht bekannt. Die Ortschaft hat aber nach 1924 einen bildlosen Gemeindestempel geführt. Er war zweisprachig und passte mit dem Stempel von Dobroten fast völlig überein.

## Bevölkerungsentwicklung
| Volkszählung | Einwohner gesamt | Volkszugehörigkeit der Einwohner | Volkszugehörigkeit der Einwohner | Volkszugehörigkeit der Einwohner |
| Jahr         | Einwohner gesamt | Deutsche                         | Tschechen                        | Andere                           |
| ------------ | ---------------- | -------------------------------- | -------------------------------- | -------------------------------- |
| 1880         | 279              | 278                              | 0                                | 1                                |
| 1890         | 269              | 256                              | 13                               | 0                                |
| 1900         | 266              | 261                              | 5                                | 0                                |
| 1910         | 229              | 216                              | 13                               | 0                                |
| 1921         | 163              | 145                              | 13                               | 5                                |
| 1930         | 165              | 129                              | 34                               | 2                                |
| 1991         | 2                |                                  |                                  |                                  |
| 2001         | 2                |                                  |                                  |                                  |

## Sehenswürdigkeiten
- Kapelle Johannes der Täufer war ein Ausbau des Chores einer gotischen Kirche vom Ende des 12. Jh. Danach wurde sie Pfarrkirche bis 1387. Der neue Altar kam im Jahre 1854. Sie wurde teilweise zerstört und für wirtschaftliche Zwecke hergerichtet.